# Bandera de Nicaragua
La bandera de Nicaragua fue creada por Decreto Legislativo el 5 de septiembre de 1908 pero al igual que el actual Escudo Nacional no se oficializó hasta el 27 de agosto de 1971, siendo Presidente de la República el general Anastasio Somoza Debayle. Su composición es de tres franjas horizontales del mismo tamaño, de tono azul entre claro y mediano, las exteriores y de color blanco la central, en cuyo centro, figura el Escudo Nacional. Está basada en la que perteneció a las Provincias Unidas del Centro de América, la cual a su vez se basaba en la bandera de las Provincias Unidas del Río de la Plata, actual Argentina.
Las franjas azules simbolizan la justicia, la lealtad, la fraternidad, la fortaleza, el valor, el cielo, el color de los lagos Xolotlán y Cocibolca, el Mar Caribe y el Océano Pacífico que bañan las costas del este y el oeste del país, respectivamente.
La franja blanca simboliza la pureza, la integridad, la igualdad, la bondad, la paz y la nación.
A partir del 18 de febrero de 2025, con la entrada en vigor de una reforma constitucional, la bandera rojinegra —históricamente asociada en el país a Augusto C. Sandino y a la Revolución Popular Sandinista— fue oficialmente reconocida como símbolo patrio de Nicaragua, adquiriendo rango constitucional equivalente al de la Bandera Azul y Blanco, el Escudo Nacional y el Himno Nacional.

## Banderas y escudos anteriores
1) 1823–1838
Bandera y escudos de armas usados por la provincia de Nicaragua durante el Período federal.
Nicaragua, como parte de las Provincias Unidas del Centro de América, adoptó la bandera y el escudo de armas aprobados por la Asamblea Nacional Constituyente de Centroamérica, según decreto n.º 29 del 21 de agosto de 1823. La Bandera de las Provincias Unidas del Centro de América constaba de tres franjas horizontales: azules la superior e inferior y blanca la del centro. Este es el citado decreto:

DECRETO CREADOR DEL ESCUDO Y LA BANDERA DE LAS PROVINCIAS UNIDAS DEL CENTRO DE AMÉRICA

DECRETO No. 29
La Asamblea Nacional Constituyente de las Provincias Unidas del Centro de América, ha tenido a bien decretar y decreta:  
Artículo 1º El Escudo de Armas de las Provincias Unidas del Centro de América será un triángulo equilátero; en su base aparecerá una cordillera de cinco volcanes, sobre un terreno que se figure bañado por ambos mares; en la parte superior, un arco iris que los cubra y bajo el arco, el gorro de la libertad esparciendo luces. En torno del triángulo y en figura circular se escribirá con  letras de oro: “PROVINCIAS UNIDAS DEL CENTRO DE AMÉRICA”.
Artículo 2º Este escudo se colocará en todos los puestos y oficinas públicas sustituyéndose a las que se han usado por disposiciones de los anteriores gobiernos.
Artículo 3º El gran sello de la nación, el de la Secretaría de esta Asamblea, el de los agentes del gobierno, y tribunales de justicia, llevarán todos el mismo escudo.
Artículo 4º El pabellón nacional para los puertos y para toda clase de buques pertenecientes a este nuevo estado constará de tres fajas horizontales, azules la superior e inferior, y blanca la del centro en la cual irá dibujado el escudo que designa el artículo 1º. En los gallardetes las fajas se colocarán perpendicularmente por el orden expresado. Del mismo pabellón usarán los enviados de este gobierno a las naciones extranjeras. En los buques mercantes las banderas y gallardetes no llevarán escudo, y en la faja del centro se escribirá con letras de plata: DIOS, UNIÓN, LIBERTAD.
Artículo 5º Las banderas y estandartes de los cuerpos militares así vivos, así como de milicia provincial mientras esta subsista, se arreglarán a lo dispuesto en el artículo anterior: Sus fajas serán siempre horizontales, en la superior las palabras: DIOS, UNIÓN, LIBERTAD, y en la inferior la clase y número de cada cuerpo. En las de infantería ambas inscripciones serán con letras de oro, y en los de caballería con letras de plata.
Artículo 6º Los cuerpos de fuerza cívica dispondrán sus banderas y estandartes con arreglo a lo prevenido en el artículo setenta de la ley de diez y ocho del corriente.
Artículo 7º Al comunicarle este decreto al gobierno se le acompañarán diseños del blasón y pabellón nacionales para la más fácil inteligencia de cuanto queda prevenido:
Comuníquese al Supremo Poder Ejecutivo para su cumplimiento, y que lo haga imprimir, publicar y circular. Dado en Guatemala a 21 de agosto de 1823 – José Barrundia: Diputado Presidente – Mariano Gálvez: Diputado Secretario – Mariano de Córdoba: Diputado Secretario – Al Supremo Poder Ejecutivo.
Por tanto mandamos se guarde, cumpla y ejecuten todas sus partes.
Lo tendrá entendido el Secretario del despacho, y hará se imprima, publique y circule. Palacio Nacional de Guatemala 3 de octubre de 1823 – Antonio Rivera: Presidente – Pedro Molina – Juan Vicente Villacorta. Al ciudadano Manuel Julián Ibarra.

Y de orden del Supremo Poder Ejecutivo lo inserto a V. para su inteligencia y fines consiguientes: Dios, Unión, Libertad, Palacio Nacional de Guatemala 3 de octubre de 1823. M. Julián Ibarra.
Asamblea Nacional Constituyente, 1823.

Durante el período federal, cada Estado quedó en libertad de modificar el escudo de armas de las Provincias Unidas del Centro de América. Nicaragua lo reformó agregándole cañones y fusiles al pie del triángulo equilátero y una lanza para sostener el gorro frigio.
Separada Nicaragua de la Federación Centroamericana el 30 de abril de 1838, se continuaron usando la bandera azul y blanca y el escudo de armas modificado hasta que la Representación Nacional de Centroamérica formada por los Estados de Nicaragua, Honduras y El Salvador decretó nuevas insignias el 22 de abril de 1851.
2) 1851-1853 Bandera y escudo de armas de la Representación Nacional de Centroamérica.
El 8 de noviembre de 1849, los Estados de Nicaragua, El Salvador y Honduras acordaron en la ciudad de León un Pacto de Confederación, que debería ser arreglado por medio de una Dieta. La Representación Nacional de Centroamérica se instaló solemnemente el 9 de enero de 1851, en Chinandega, cabecera del departamento del mismo nombre. Estaba integrada por Pablo Buitrago Benavente y Hermenegildo Zepeda Fernández por Nicaragua, José Guerrero por Honduras, Francisco Barrundia y José Silva por El Salvador. De inmediato se procedió a organizar su directorio, siendo nombrado presidente Hermenegildo Zepeda Fernández, Primer Secretario José Silva y Segundo Secretario el Lic. Pablo Buitrago Benavente.
El 22 de abril de 1851, la Representación Nacional de Centroamérica decretó obligatoria la bandera azul y blanca y el escudo de la Confederación de Centroamérica; este último sería un triángulo equilátero; en su base aparecería una cordillera de tres volcanes colocada en un terreno bañado por ambos mares; en el vértice el arco iris que los cubra y bajo este el gorro de la Libertad difundiendo luces, y con tres estrellas en la parte superior. En torno del triángulo y en figura circular se escribirá en letras de oro, “FEDERACIÓN DE CENTROAMÉRICA”.
3) 1854
Bandera y escudo de armas de la República de Nicaragua según el decreto del 21 de abril de 1854.
El 16 de mayo de 1853, Fruto Chamorro Pérez, como Director Supremo del Estado de Nicaragua, convocó a una Asamblea Nacional Constituyente. Después de algunas dificultades para reunir a los electos, se inauguró en Managua el 22 de enero de 1854] Una de las primeras disposiciones tomadas por la Asamblea fue decretar el 28 de febrero del mismo año que el Estado de Nicaragua se llamaría República y el gobernante llevaría el título de presidente para ejercer el cargo en un período de cuatro años.
La Asamblea se atribuyó facultades para elegir al presidente en el primer período del 1 de marzo de 1855 a 1859, eligiéndose al general Fruto Chamorro Pérez, quedando como presidente provisorio mientras empezaba el período legal. La nueva República promulgó una ley creando el cambio de color de la bandera, el cual debería ser amarillo, blanco y nácar, según decreto legislativo; en cuanto al escudo, ya no aparecerían cinco volcanes, sino solamente uno. Este es su texto:

DECRETO LEGISLATIVO DEL 21 DE ABRIL DE 1854 DESIGNANDO LAS ARMAS Y EL PABELLÓN DE LA REPÚBLICA.
Arto. 1- Las armas  de la República serán las siguientes: entre un círculo orlado interiormente con dos ramas de laurel aparecerá un volcán; bañada su base por ambos mares. En la parte superior de este, se colocará una corona cívica en que se leerán estas palabras: “Libertad, Orden, Trabajo”. Alrededor del círculo se escribirá “REPÚBLICA DE NICARAGUA”.
Arto. 2- El Gran Sello de la Nación, el de la Secretaría del Congreso, el de los Ministros del Gobierno llevarán siempre las mismas armas.
Arto. 3- Este blasón se colocará en todas las oficinas y edificios públicos.
Arto. 4- El Pabellón Nacional para los edificios públicos, puertos y buques de guerra y mercantes constará de tres fajas horizontales en esta forma: una blanca en el centro, dibujadas en el medio las armas de que habla el Arto. 1, una amarilla en la parte superior, y otra nácar en la inferior. Del mismo pabellón usarán los enviados de este Gobierno a las naciones extranjeras. Las banderas de los buques mercantes no llevarán escudo; en la faja del centro se escribirá con letras de oro: “REPÚBLICA DE NICARAGUA”.
Arto. 5- Los Gallardetes que usen los buques de guerra y mercantes constan de las mismas tres fajas colocadas verticalmente por el orden expresado.
Arto. 6- Las banderas y estandartes del ejército se arreglarán a lo impuesto en el Arto. 4. En la faja del centro se escribirá con letras de plata las armas; en la superior se escribirá con letras de plata: “Libertad, Orden, Trabajo”, y en la inferior la clase y número de cada cuerpo, cuya inscripción se hará en los de artillería e infantería, con letras de oro, y en los de caballería con letras de plata.
Comuníquese al Poder Ejecutivo
Managua, 1873 (Código de la Legislación de la República de Nicaragua)
Asamblea Nacional Constituyente, 1854

No se sabe por cuanto tiempo se usaron estos emblemas, ya que el país adoptó por segunda vez las enseñas de 1823, que conservó hasta 1908.
4) 1896-1898
Bandera y escudo de armas de la República Mayor de Centroamérica.
Al asumir la presidencia de la república el general José Santos Zelaya el 16 de septiembre de 1893, prometió trabajar por el reaparecimiento de la Patria Centroamericana, ya que Nicaragua era una porción disgregada de la República de Centroamérica. El general Zelaya aprovechó la amistad con los presidentes de Honduras y El Salvador, doctor Policarpo Bonilla y general Rafael Antonio Gutiérrez para promover la unión de las tres repúblicas, porque los presidentes de Costa Rica y Guatemala no mostraban interés en dicha unión.
El 20 de junio de 1895 los plenipotenciarios de Nicaragua, El Salvador y Honduras doctores don Manuel Coronel Matus, don Jacinto Castellanos y don Constantino Fiallos suscriben en el puerto de Amapala (Honduras) el Tratado de Unión que se conoce con el nombre de “Pacto de Amapala”; el que erige a las Repúblicas de Nicaragua, El Salvador y Honduras en una sola entidad política para el ejercicio de su soberanía bajo el nombre de República Mayor de Centroamérica. Esta denominación persistirá hasta que las Repúblicas de Guatemala y Costa Rica acepten voluntariamente el presente convenio en cuyo caso se llamará República de Centroamérica.
En el artículo número once de dicho convenio se adopta la bandera y el escudo de armas de la antigua federación, variando únicamente la divisa o leyenda. El 3 de agosto de 1895 el Tratado de Amapala fue ratificado por el presidente de la República, quedando por tanto incluido oficialmente Nicaragua dentro de la República Mayor de Centroamérica. Después de la ratificación del tratado por los tres gobiernos antes citados, se instaló en San Salvador la Dieta de la República Mayor de Centroamérica.
Reunido el Congreso Constituyente en la capital de Managua el día 27 de agosto de 1898, aprobó la Constitución de los Estados Unidos de Centroamérica. Poco después la unión llegó a su fin debido al golpe de Estado del general Tomás Regalado (1898-1903), quién depuso el 13 de noviembre de 1898 al Presidente de El Salvador, general Rafael Antonio Gutiérrez, y de inmediato declaró la separación de este país; rompiéndose el pacto firmado en Amapala y finalizando el ideal de unidad centroamericana del general José Santos Zelaya.

## Decreto creador de la Bandera y el Escudo actuales
El presidente general Zelaya, devoto de la causa de la Unión Centroamericana, quería que Nicaragua volviera a usar la bandera y escudo de las Provincias Unidas de Centroamérica, con ligeras variantes, y el 5 de septiembre de 1908 firmó el siguiente Decreto Legislativo: 

SE CREAN EL ESCUDO Y LA BANDERA NACIONALES
LA ASAMBLEA NACIONAL LEGISLATIVA

CONSIDERANDO:
Que no existe en la Legislación patria la ley creadora del Escudo de Armas y pabellón de la República en la forma y con los colores que tiene en la actualidad; y con el deseo de fijar de manera estable estos símbolos de la soberanía nacional, ajustándolos en lo posible a los que representaron la Nación Centroamericana por aspirar siempre la República de Nicaragua a que reaparezca la entidad política que formaron los cinco Estados.
DECRETA:
Arto. 1 El escudo de armas de la República será un triángulo equilátero dentro del cual aparecerá dentro de su base una cordillera de cinco volcanes bañados por dos mares. En la parte superior de estos habrá un arco iris que los cubre, y bajo el arco, el gorro de la libertad esparciendo luces. Afuera del triángulo se escribirá circularmente: República de Nicaragua. América Central.
Arto. 2 El Gran Sello del Estado, el de la Secretaría de esta Asamblea, el de la Corte Suprema de Justicia y el de todas las Oficinas públicas subalternas, sin excepción, llevarán el mismo escudo.
Arto. 3 También se colocará ese emblema en las oficinas mencionadas y en las Legaciones y Consulados de la República.
Arto. 4 Los colores nacionales serán el azul y blanco. El Pabellón constará de tres fajas iguales horizontales: blanca la del centro y azul la superior e inferior. El escudo aparecerá en el centro de la guarda blanca.
Arto. 5 Las banderas de las oficinas del Estado, la de las Legaciones y Consulados, la de los buques de guerra y mercantes y la de los cuerpos militares llevarán siempre el escudo de armas con la leyenda en letras de oro. La de las Oficinas subalternas lo llevarán con las leyendas en letras de plata.
Dado en el salón de Sesiones.-Managua, 4 de septiembre de 1908. L. Ramírez M., D. P. Julio C. Bonilla, D.S.-Juan J. Zelaya. D.S.

Ejecútese.-Palacio Nacional.-Managua, 5 de septiembre de 1908.-J. Santos Zelaya.-El Ministro de la Gobernación y Anexos. Federico Sacasa.
Boletín Judicial de La Gaceta, No. 217 del 15 de marzo de 1919

(Tomado de la página 2252 del Boletín Judicial de La Gaceta, n.º 217 del 15 de marzo de 1919)
Lamentablemente en el Decreto transcrito no se indicó el tamaño de la bandera de Nicaragua, pues en los años y décadas siguientes a la bandera se le daba de forma caprichosa cualquier tamaño, pues no lo había oficialmente. Las franjas azules se hacían de cualquier tonalidad de azul y el escudo no se ceñía a las especificaciones que claramente explica el Decreto, ya que le ponían una corona de laurel, banderas detrás del triángulo (tal como las tiene el Escudo de El Salvador), el gorro de la libertad o gorro frigio se ponía sobre un asta, los cinco volcanes no los hacían del mismo tamaño y se pintaban de cualquier tonalidad de verde. Fue hasta 1971, 63 años después de su creación, que se regularon los tamaños y colores de la bandera y el escudo, junto con el Himno Nacional, Salve a ti, mediante un Decreto Legislativo del Congreso Nacional.

## Ley sobre Características y Uso de los Símbolos Patrios
El viernes 27 de agosto de 1971, siendo Presidente de la República el general Anastasio Somoza Debayle, fue publicado el Decreto Legislativo N.º 1908 "Ley sobre Características y Uso de los Símbolos Patrios" en La Gaceta Diario Oficial N.º 194. Dicho Decreto estableció que el Día de la Bandera es el 14 de julio de cada año, pues en esa fecha en 1970 fue abrogado el Tratado Chamorro-Bryan, que lesionaba la soberanía nicaragüense por el gobierno de Estados Unidos. El Capítulo II, artículo 2 de dicha Ley dice así:
"El Pabellón de la República o Bandera Nacional es el emblema nacional y consta de 3 franjas iguales horizontales: blanca la del centro y azules la superior e inferior, con el escudo de armas al centro de la franja blanca.
La forma de la bandera nacional es un rectángulo con las dimensiones proporcionales de tres (3) a cinco (5). Podrá confeccionarse de diferentes tamaños según el sitio donde vaya a ser colocada, guardando siempre esa proporción.
El color AZUL corresponde al comúnmente conocido como "azul cobalto".
El color AZUL significa Justicia y Lealtad. El color BLANCO simboliza Pureza e Integridad."
Este es el texto completo del citado Decreto Legislativo:

LEY SOBRE CARACTERÍSTICAS Y USO DE LOS SÍMBOLOS PATRIOS.
Decreto No. 1908 del 25 de agosto de 1971
Publicado en La Gaceta No. 194 del 27 de agosto de 1971
El Presidente de la República,

a sus habitantes, 
Sabed:
Que el Congreso ha ordenado lo siguiente:
La Cámara de Diputados y la Cámara del Senado de la República de Nicaragua,
Decretan:
La siguiente
LEY SOBRE CARACTERÍSTICAS Y USO DE LOS SÍMBOLOS PATRIOS
Capítulo I. De los Símbolos Patrios
Artículo 1.-El Pabellón de la República o Bandera Nacional, el Escudo de Armas y el Himno Nacional, Símbolos Patrios de la República de Nicaragua, quedan sujetos con relación a sus características y uso, a la presente Ley.
Capítulo II. Del Pabellón de la República o Bandera Nacional
Artículo 2.-El Pabellón de la República o Bandera Nacional es el Emblema Nacional y consta de tres franjas iguales horizontales: blanca la del centro y azules la superior e inferior, con el Escudo de Armas al centro de la franja blanca.
La forma de la Bandera Nacional es un rectángulo con las dimensiones proporcionales de tres (3) a cinco (5). Podrá confeccionarse de diferentes tamaños según el sitio donde vaya a ser colocada, guardando siempre esa proporción.
El color Azul corresponde al comúnmente conocido como "azul cobalto".
El color Azul significa Justicia y Lealtad. El color Blanco simboliza Pureza e Integridad.
Artículo 3.-Como Emblema y representación de la Patria, la Bandera Nacional de Nicaragua no saluda ni rinde honores.
Artículo 4.-El saludo oficial a la Bandera Nacional es de 21 cañonazos. Serán disparados en las siguientes ceremonias:
a) En los actos solemnes conmemorativos de la Independencia de Nicaragua;
b) En el acto de la Toma de Posesión del cargo de Presidente de la República;
c) Con motivo de la solemne instalación del Congreso Nacional y de su clausura;
d) En otros actos que señale el Poder Ejecutivo.
Artículo 5.-La Bandera Nacional deberá ser izada a las 6:00 a.m., y arriada a las 6:00 p.m.
Artículo 6.-La Bandera Nacional deberá ser izada diariamente en Casa Presidencial y en todos los Cuarteles de la República, con los honores correspondientes.
Artículo 7.-Al ser izada o arriada la Bandera Nacional las personas que se encuentren en la vecindad se detendrán y darán el frente al Emblema Patrio. Los civiles que lleven prenda en la cabeza la quitarán con la mano derecha y mantendrán los brazos paralelos al cuerpo. Si lo prefieren, podrán colocar la mano derecha, con la palma hacia abajo, a la altura del corazón.
Los conductores detendrán su vehículo; si los pasajeros son civiles podrán permanecer en su sitio; si son militares procederán de acuerdo con las regulaciones de las Fuerzas Armadas.
Artículo 8.-Los honores a la Bandera Nacional se harán siempre con antelación a los que deban rendirse a personas. De igual manera, cuando en una ceremonia participen la Bandera Nacional y una o más banderas de países extranjeros, se harán primero los honores al Pabellón de la República.
Artículo 9.-Cuando la Bandera Nacional esté izada junto a las de otras Naciones o de Entidades políticas, religiosas, cívicas, etc., todas las astas deberán ser del mismo alto y las banderas del mismo tamaño.
Artículo 10.-La Bandera Nacional ocupará siempre el lugar de la derecha (izquierda del observador) en los casos en que se izen, porten o coloquen banderas extranjeras.
Artículo 11.-Es terminantemente prohibido colocar la Bandera Nacional sobre retratos, placas conmemorativas, estatuas, monumentos, etc., a descubrirse.
Artículo 12.-No se colocará ninguna otra bandera o insignia en el asta en que esté la Bandera de Nicaragua.
Artículo 13.-No podrá exhibirse bandera o pabellón extranjero en lugar más preeminente u honorífico que el que ocupe la Bandera Nacional.
Artículo 14.-La Bandera Nacional deberá estar en asta cuando aparezca en una carroza de desfile.
Artículo 15.-La Bandera Nacional siempre ha de colgar totalmente y deberá quedar lo suficientemente alta para que su extremo no roce el piso, o un mueble, o la cabeza de los transeúntes.
Artículo 16.-Cuando se coloca la Bandera Nacional de manera que sea visible por ambos lados, como en una plaza pública, o en una calle, deberá estar suspendida verticalmente, orientada hacia el Este o hacia el Norte.
Artículo 17.-Si se colocan Banderas de Nicaragua en alambres o cordeles tendidos de un lado a otro de la calle, todas han de estar en una misma posición, es decir con el Escudo hacia el lado de los que vienen en el desfile.
Artículo 18.-Cuando se coloca en una plataforma o tribuna de orador, la Bandera Nacional deberá ser colocada encima o detrás del orador y encima de la cabeza de las personas que pudieran estar sentadas en un estrado colocado a sus espaldas. Nunca se usará la Bandera Nacional para cubrir el escritorio del orador, ni tapizar con ella el frente de la plataforma.
Si es desplegada en un asta deberá ser colocada a la derecha del orador.
Artículo 19.-Es obligatorio para todo ciudadano nicaragüense enarbolar la Bandera Nacional en el frente de su casa en los días de conmemoración de la Independencia de Centroamérica y en los días que señale el Poder Legislativo o el Poder Ejecutivo.
Artículo 20.-Ninguna persona podrá izar en su residencia, ni en ningún otro lugar, bandera de Nación extranjera sin antes haber izado la Bandera Nacional en asta colocada a igual altura y a la derecha (izquierda del observador) de la que portare aquella.
Esta prohibición no comprende a los miembros del Cuerpo Diplomático y del Cuerpo Consular acreditado en el país que izan sus respectivas banderas conforme prácticas internacionales.
Artículo 21.-Solo la Bandera Nacional, con las salvedades que impone el Derecho Internacional, podrá izarse descansando el asta en el suelo.
Artículo 22.-La Bandera Nacional, en asta, deberá estar permanentemente en los Salones de sesiones de las Cámaras Legislativas, en el despacho oficial del Presidente de la República, de los Presidentes de los otros Poderes, de los Ministros y Vice-Ministros de Estado, Comandantes Militares, Directivos de Entes Autónomos, Alcaldes, Jueces, Directores de Centros de Enseñanza, Directores de Instituciones Culturales, Embajadores y Cónsules de Nicaragua. En estos casos a la Bandera Nacional podrá colocársele un fleco color dorado.
Artículo 23.-El ciudadano que conforme a la Constitución Política y demás leyes de la República deba prestar promesa de ley, la rendirá ante la Bandera Nacional.
Artículo 24.-Podrá usarse la Bandera Nacional como insignia colocada en el lado izquierdo del pecho, o en la solapa izquierda. No se pondrá otro emblema o insignia encima de ella.
Artículo 25.-No debe estamparse leyendas de ninguna clase sobre la Bandera Nacional, ni usarse en forma que signifique anuncio. No deberá imprimirse o dibujarse en bandejas, cojines, servilletas, cajas, etc., destinados al uso comercial.
Artículo 26.-Cuando la Bandera Nacional sea dibujada con propósitos ilustrativos, el asta deberá aparecer a la izquierda del observador; esto es la Bandera Nacional deberá colocarse hacia la derecha.
Artículo 27.-La Bandera Nacional deberá ser colocada a la derecha en el Altar Mayor o lugar de honor (a la izquierda del observador) de los templos religiosos de Nicaragua.
Artículo 28.-En todos los Centros de Enseñanza de la República, nacionales o particulares, se rendirá culto a la Bandera Nacional. El día lunes de cada semana, antes de iniciarse las clases, los cinco alumnos que se hubiesen distinguido por su aplicación y conducta en la semana anterior, izarán el pabellón de la República en el lugar de honor del Centro, y todos los alumnos cantarán el Himno Nacional.
Al concluir las clases el último día de la semana será arriada la Bandera Nacional con los mismos honores y por los mismos alumnos. Los Directores o Profesores que no diesen cumplimiento a esta disposición serán sancionados.
Artículo 29.-El uso de la Bandera Nacional por las Fuerzas Armadas de la Nación se regirá por las disposiciones que adopte el Poder Ejecutivo en el ramo del Ministerio de Defensa.
Artículo 30.-La Bandera Nacional a media hasta significa duelo de la República y podrá ser colocada así cuando lo disponga el Poder Legislativo o el Poder Ejecutivo. Se la izará rápidamente hasta el tope del asta o mástil y se bajará lentamente a la posición de media asta. La arriada se realizará izándola hasta el tope y bajándola lentamente.
Artículo 31.-La Bandera Nacional podrá ser colocada sobre el féretro de cualquier ciudadano nicaragüense cuando el Gobierno de la República así lo disponga. No podrá ser usada sobre catafalco. La Bandera Nacional deberá colocarse sobre el féretro en forma longitudinal, con los amarres hacia la cabeza del difunto; no ha de bajar a la sepultura, ni ha de tocar tierra.
Artículo 32.-Después de ser arriada la Bandera Nacional deberá doblarse cuidadosamente de tal manera que forme un triángulo; esto será hecho por dos personas; el portador la sostendrá con ambas manos y la base del triángulo quedará hacia fuera.
Artículo 33.-Cuando por su uso las condiciones de la Bandera Nacional, sean tales que ya no pueda ser exhibida en forma digna, se procederá a su incineración en privado, salvo que se considere de valor histórico, en cuyo caso se guardará con su respectiva relación documental.
Artículo 34.-El Poder Ejecutivo dispondrá la confección de diecinueve (19) banderas de tela de seda con las dimensiones, colores y Escudo conforme se definen en la presente Ley. Estas banderas servirán de patrón y se entregarán para tal fin como sigue:
Poder Legislativo;
Poder Ejecutivo;
Poder Judicial;
Poder Electoral;
Ministerios de Estado;
Academia de Geografía e Historia;
Archivo General de la Nación;
Museo Nacional;
Universidad Nacional Autónoma de Nicaragua;
Universidad Centroamericana.
Artículo 35.-Se instituye el 14 de julio Día de la Bandera Nacional. El Poder Ejecutivo en los ramos de la Gobernación, Educación Pública y Defensa dispondrán lo conveniente para que se enaltezca solemnemente el Pabellón de la República, en esa fecha.
Artículo 36.-La Bandera Nacional podrá usarse sin escudo para manifestaciones y embanderar casas y plazas con motivo de las fiestas Patrias, y días festivos nacionales.
Capítulo III. De la Banda Presidencial
Artículo 37.-La Banda Presidencial, modalidad de la Bandera Nacional, solo podrá ser usada por el ciudadano Presidente de la República. Tendrá los colores de la Bandera Nacional en franjas de igual longitud. Llevará el Escudo Nacional en el centro de la franja blanca, con letras en oro, a la altura del pecho. Los extremos de la Banda Presidencial rematarán en una borla con flecos dorados.
Artículo 38.-La Banda Presidencial tendrá quince (15) centímetros de ancho.
Artículo 39.-El Presidente de la República portará la Banda Presidencial en las ceremonias oficiales de mayor solemnidad, pero tendrá obligación de llevarla:
a) En el acto de toma de Posesión de su alto cargo;
b) En la ceremonia de lectura de su Mensaje al Congreso Nacional;
c) En la ceremonia de recepción de las Cartas Credenciales, de Embajadores Extraordinarios y Ministros Plenipotenciarios acreditados ante el Gobierno de Nicaragua, y otros personajes extranjeros, diplomáticos o no; civiles o militares, que le visiten oficialmente en su despacho.
Artículo 40.-La Banda Presidencial deberá colocarse del hombro derecho al costado izquierdo, debajo del saco y unida a nivel de la cintura, excepto en la ceremonia de transmisión del Mando, en la que sucesivamente la portarán, descubierta en su totalidad, el Presidente saliente y el entrante.
Artículo 41.-Podrá ser colocada la Banda Presidencial en el pecho del ciudadano que falleciere en el ejercicio del cargo de Presidente de la República.
Capítulo IV. Del Escudo de Armas o Escudo Nacional
Artículo 42.-El Escudo de Armas o Escudo Nacional es el Emblema creado por Decreto Legislativo de 5 de septiembre de 1908 y está constituido por dos elementos: uno periférico y otro central, descritos así:
a) ELEMENTO PERIFÉRICO. Formando circunferencia alrededor del elemento central se escribirá en letras mayúsculas, todas de igual tamaño y del mismo metal (oro) la leyenda: REPÚBLICA DE NICARAGUA - AMÉRICA CENTRAL. La primera leyenda (REPÚBLICA DE NICARAGUA) estará escrita encima del triángulo, simétricamente en relación a la línea de su eje o altura, con la base de los caracteres vuelta hacia el centro de la circunferencia. La segunda leyenda (AMÉRICA CENTRAL) irá debajo del triángulo o elemento central, en simetría respecto del mencionado eje, y la parte superior de los caracteres vuelta hacia el centro de la circunferencia.
b) ELEMENTO CENTRAL. Tiene forma de un triángulo equilátero que se apoya en uno de sus lados; estos son de reborde metálico (oro). En el campo próximo a la base hay un terreno horizontal, un istmo, que toca ampliamente ambos lados oblicuos del triángulo, "bañado por ambos mares". Sobre dicho terreno hay una cadena de cinco volcanes en reposo, equidistantes entre sí, de igual altura, más dibujados en perspectiva, con escorzo hacia el lado izquierdo.
c) Los mares están figurados: uno entre el istmo y la base del triángulo; otro más allá, o por encima del istmo, limitado por el horizonte. Se representan en movimiento, con líneas sucesivas de olas coronadas de espuma, con ondulaciones regulares a diestra y siniestra.
d) Sobre el horizonte, cubriendo las cumbres de los volcanes, está el arcoiris con sus siete franjas de colores en el orden normal, esto es el rojo en la externa, y luego sucesivamente anaranjado, amarillo, verde, azul, índigo (añil) y violado (violeta). Las franjas se delimitan por semi-circunferencias concéntricas. El centro está en el punto medio del horizonte. Las tres franjas internas deberán aparecer íntegras, las cuatro restantes serán interceptadas por los lados oblicuos del triángulo;
e) Entre el arcoiris y el horizonte, sobre la línea del eje o altura del triángulo, se sitúa el "gorro de la libertad". Aparece de perfil, con el vértice doblado hacia el lado diestro y las orejeras pendientes;
f) Las "luces" que esparce se simularán por rayos rectos que parten de su punto central y se ensanchan progresivamente, destacándose en blanco sobre el azul del cielo. Los rayos no se superponen al arcoiris, el cual los intercepta.
Artículo 43.-El colorido de los elementos contenidos en el campo del triángulo son los siguientes:
Los Volcanes son de color verde amarillento. En cada uno se iluminará con amarillo el costado que exponga a los rayos de luz que esparce el "gorro de la libertad".
Los Mares son de color azul ultramar. Las crestas de espuma de sus olas son de color blanco. Sobre el azul pálido del cielo se trazarán en blanco los rayos de luz que emite el "gorro de la libertad". Sobre el cielo y los rayos se impondrá el arcoiris, con sus siete colores en el orden normal ya descrito. El "gorro de la libertad" es de color rojo bermellón.
Artículo 44.-Las dimensiones de los diversos elementos que componen el Escudo de Armas de Nicaragua para una Bandera de 1.50 x 2.50 metros, serán las siguientes:
a) El elemento periférico, formado por las leyendas dispuestas circularmente en letras de oro estará inscrito en una circunferencia de 45 centímetros de diámetro. Los caracteres serán de los llamados "grotescos" (sin patas) y "monótonos" (de un solo grueso), ligeramente extendidos o anchos. Tendrán 2.5 centímetros de alto, y la letra A 3 centímetros de ancho en su base: Los demás caracteres deberán proporcionarse armónicamente. El grosor de los trazos será de 3.75 milímetros.
b) El triángulo tendrá exteriormente 32.5 centímetros de lado. El reborde metálico tendrá el mismo ancho que los trazos de las letras y será realizado en el mismo metal que estas (oro).
c) El horizonte se trazará a 7.5 centímetros de la base del triángulo, apoyando sus extremos en la línea interna del reborde.
d) La porción correspondiente a esta distancia sobre el lado izquierdo del triángulo se dividirá en cinco (5) partes iguales; y la que corresponde en el lado diestro en cuatro (4) partes iguales, 2º espacio contando desde el ángulo más próximo sobre el lado diestro, y el 3o. también desde el ángulo más próximo, sobre el lado izquierdo, señalarán la anchura del istmo sobre el cual deben asentarse los volcanes.
e) El más próximo de estos, que se ubicará hacia el lado diestro del triángulo, elevará su cúspide truncada a 2.5 centímetros por encima del horizonte; el más lejano, próximo al lado izquierdo, se elevará solo 1 centímetro sobre el horizonte; entre ambos volcanes extremos se interpondrán los tres restantes; y todos se verán equidistantes entre sí y de la misma altura, de acuerdo a las leyes de la perspectiva.
f) Haciendo centro en el punto medio del horizonte se trazará el arcoiris, con radio de 90 milímetros para el límite interno, y de 104 milímetros para el externo. El espacio entre ambos se dividirá en 7 franjas o medias coronas iguales para los 7 colores.
g) El "gorro de la libertad" se trazará sobre la línea del eje o altura del triángulo, a 2 centímetros por debajo del arcoiris, con dimensiones de 3 centímetros de altura y 2.5 centímetros de ancho en su parte inferior.
h) Los rayos de luz que emite el "gorro de la libertad" partirán de un punto central situado en este y sobre el eje o altura del triángulo, a 35 milímetros sobre el horizonte. Se trazarán 45 rayos de 3 grados de anchura, y quedarán entre ellos sectores de cielo de 5 grados; uno de los rayos bajará perpendicularmente sobre el horizonte.
Artículo 45.-Siempre que se quiera dar otra dimensión al Escudo Nacional sus elementos guardarán estricta proporción con las que aquí se señalan.
Artículo 46.-El Escudo de Armas o Escudo Nacional así descrito podrá usarse independientemente, pero figurará necesariamente en el centro de la franja blanca del Pabellón de la República, con excepción a lo dispuesto en el Arto 36.
Artículo 47.-El sello del Poder Ejecutivo, denominado Gran Sello Nacional, el de los otros Poderes del Estado, de los Ministerios de Estado, Comandancias Militares, Instituciones Autónomas, Alcaldías, Judicaturas, Embajadas, Consulados y otras oficinas estatales, llevarán dicho Escudo de Armas.
Artículo 48.-El Escudo Nacional deberá figurar, en tamaño y material adecuados, en la parte exterior de los edificios que ocupen los Poderes del Estado y demás oficinas a que se refiere el artículo anterior.
Podrá ser pintado en el automóvil, en la aeronave, barco y vagón ferroviario al servicio oficial del ciudadano Presidente de la República.
Artículo 49.-El Escudo Nacional deberá aparecer impreso, en un solo color, o en policromía conforme se describe en la presente Ley, en la parte superior izquierda de la papelería que usen los Poderes del Estado y las oficinas estatales ya mencionadas.
Deberá aparecer impreso en un solo color o en policromía en la parte superior, en el centro, de Diplomas, Títulos, Pergaminos, Distinciones, o cualesquiera otros documentos de esta índole, que tenga a bien conceder el Estado.
Artículo 50.-Los ciudadanos que conforme a la Constitución Política y demás leyes de la República gocen de inmunidad podrán llevar en la solapa izquierda como insignia el Escudo Nacional, de dieciocho (18) milímetros de diámetro. Debajo aparecerá el nombre del cargo que ostente.
Artículo 51.-El uso del Escudo Nacional en monedas y demás valores del Estado, medallas, condecoraciones, monedas conmemorativas, o cualesquiera otros de esta índole, queda sujeto a lo que dispone la presente Ley.
Artículo 52.-En cada aula de los Centros docentes del país, oficiales y particulares, deberá figurar el Escudo Nacional, en colores, edición emitida por el Ministerio de Educación Pública.
Artículo 53.-El uso del Escudo Nacional por los miembros de las Fuerzas Armadas se regirá por los Reglamentos y Ordenanzas correspondientes.
Artículo 54.-Toda reproducción del Escudo Nacional deberá corresponder fielmente a cuanto se prescribe en la presente ley. Toda persona, individual o jurídica, que se dedique a la elaboración de Banderas y Escudos Nacionales deberá solicitar previamente, en cada caso, al Ministerio de la Gobernación la aprobación del modelo respectivo antes de que las insignias se pongan a disposición del público.
Artículo 55.-Las entidades públicas o privadas, los particulares y empresas que a la fecha ostentaren los Símbolos Patrios en forma distinta a los colores, dimensión y diseño descritos, deberán sustituirlos por los que corresponden conforme lo preceptuado en esta Ley. Esta sustitución no incluye a los Símbolos y documentos de valor histórico.
Artículo 56.-El Poder Ejecutivo a través del Ministerio de la Gobernación dispondrá la confección de diecinueve (19) reproducciones del Escudo Nacional, en metal o en madera, en tamaño no inferior a sesenta (60) centímetros, conforme específicaciones de esta ley. Dicho escudo servirá de patrón y se entregarán las reproducciones, para tal fin, de la siguiente manera:
Poder Legislativo;
Poder Ejecutivo;
Poder Judicial;
Poder Electoral;
Ministerios de Estado;
Archivo General de la Nación;
Academia de Geografía e Historia;
Museo Nacional;
Universidad Nacional Autónoma de Nicaragua; y
Universidad Centroamericana.
Capítulo V. Del Himno Nacional
Artículo 57.-El Himno Nacional de la República de Nicaragua es el canto patriótico conocido con el nombre de "Salve a Ti Nicaragua", cuya letra fue aprobada por Decreto Ejecutivo Número 3, de 20 de octubre de 1939, publicado en La Gaceta, Diario Oficial, No. 231 del 24 del mismo mes y año. Su texto es el siguiente:
Himno Nacional de Nicaragua

Salve a ti, Nicaragua. En tu suelo

ya no ruge la voz del cañón

ni se tiñe con sangre de hermanos

tu glorioso pendón bicolor.

Brille hermosa la paz en tu cielo

nada empañe tu gloria inmortal

que el trabajo es tu digno laurel

y el honor es tu enseña triunfal.

Artículo 58.-La Música del Himno Nacional será la misma que acompaña a la letra del Decreto de 23 de abril de 1918, adaptada de un antiguo Salmo Litúrgico Anónimo, de las postrimerías de la Época Colonial, en el tono de Mi Bemol Mayor, acordado en Decreto Legislativo No. 39, de 26 de febrero de 1919.
Artículo 59.-El Himno Nacional se tocará en las ceremonias oficiales a las que asista el ciudadano Presidente de la República especialmente en las siguientes:
a) En los actos solemnes conmemorativos de la Independencia de Nicaragua;
b) En el acto de Toma de Posesión del cargo de Presidente de la República;
c) En la ceremonia de la solemne instalación del Congreso Nacional y de su clausura;
d) En los funerales del ciudadano que falleciere en el ejercicio del cargo de Presidente de la República;
e) En otros actos que señale el Poder Ejecutivo.
Artículo 60.-No se tocará el Himno Nacional al Representante del Presidente de la República.
Artículo 61.-El Himno Nacional se tocará en los actos solemnes en que sea izada o arriada la Bandera Nacional.
Artículo 62.-Cuando en una ceremonia deba tocarse el Himno Nacional y otro extranjero, se ejecutará el Himno Nacional en primer lugar.
Artículo 63.-En ninguna ceremonia se ejecutará el Himno Nacional más de dos veces para rendir honores a la Bandera Nacional; ni más de dos veces para rendirlos al Presidente de la República.
Artículo 64.-Es obligatoria la enseñanza del Himno Nacional en todos los planteles de educación de la República. El Ministerio de Educación Pública velará para que se cumpla estrictamente esta disposición.
Artículo 65.-El Himno Nacional deberá cantarse diariamente a la entrada a clase en todas las escuelas y colegios del país, públicos y privados.
Artículo 66.-El canto o ejecución del Himno Nacional por los miembros de las Fuerzas Armadas de la República se regirá por los Reglamentos y disposiciones respectivas.
Artículo 67.-Queda estrictamente prohibido alterar la letra o la música del Himno Nacional y ejecutarlo total o parcialmente en composiciones o arreglos. Queda, asimismo, prohibido cantar o ejecutar el Himno Nacional con fines de publicidad; o en cantinas, centros de vicio, o cualesquiera otros lugares de esta naturaleza.
Artículo 68.-Las Embajadas y Consulados de Nicaragua procurarán que en conmemoraciones nicaragüenses solemnes sea ejecutado y cantado el Himno Nacional en el recinto de las mismas.
Artículo 69.-Se requerirá autorización del Ministerio de la Gobernación para llevar a cabo grabaciones, ediciones o reproducciones del Himno Nacional. Los argumentos para teatro, cine, radio y televisión, que versen sobre el Himno Nacional, o que contengan motivos de él, necesitarán la aprobación de dicho Ministerio.
Artículo 70.-En las radiodifusoras del país se transmitirá el Himno Nacional al comenzar y finalizar sus labores diarias, sin permitirse interferencias ni mutilaciones en la ejecución.
Artículo 71.-El Poder Ejecutivo a través del Ministerio de la Gobernación dispondrá la elaboración de la partitura del Himno Nacional en diecinueve (19) copias, en papel especial, que servirá como patrón y se entregará para tal fin como sigue:
PODER LEGISLATIVO;
PODER EJECUTIVO;
PODER JUDICIAL;
PODER ELECTORAL;
MINISTERIOS DE ESTADO;
ACADEMIA DE GEOGRAFÍA E HISTORIA;
ARCHIVO GENERAL DE LA NACIÓN;
MUSEO NACIONAL;
UNIVERSIDAD NACIONAL AUTÓNOMA DE NICARAGUA; Y
UNIVERSIDAD CENTROAMERICANA.
COMPETENCIAS Y SANCIONES
Artículo 72.-Compete a los Ministerios de la Gobernación, Relaciones Exteriores, Educación Pública y Defensa la difusión de los Símbolos patrios y el cumplimiento de esta Ley. En esa función serán auxiliares todas las Autoridades del país.
Artículo 73.-Las contravenciones a la presente ley que constituyen desacato o falta de respeto a los Símbolos patrios se castigarán, según su gravedad y las condiciones del infractor con multa de cien (C$ 100.00) a quinientos córdobas (C$ 500.00), o con arresto hasta de quince (15) días. Si la infracción se comete con fines de lucro, la multa podrá imponerse hasta por un mil córdobas (C$ 1.000.00), que será aplicada gubernativamente.
DISPOSICIONES GENERALES
Artículo 74.-Después de la fecha en que entre en vigencia la presente Ley el Poder Ejecutivo dispondrá la edición de un libro que contenga lo siguiente:
a) Historia de la Bandera de Nicaragua;
b) Historia de la Música del Himno Nacional, 
c) Historia de la letra del Himno Nacional;
d) Biografía del autor de la letra;
e) Gráfica en colores de la Bandera Nacional;
f) Gráfica en colores del Escudo Nacional;
g) Ilustraciones adecuadas para una clara comprensión de parte de la ciudadanía;
h) Partitura del Himno Nacional para Orquesta Sinfónica;
i) Partitura para Banda Militar;
j) Partitura para piano y canto.
Artículo 75.-El texto de la presente Ley deberá ser incorporado a la enseñanza de educación Cívica en las escuelas y colegios públicos y privados de toda la República.
Artículo 76.-El Ministerio de Relaciones Exteriores ejercerá vigilancia para que todos los miembros del Servicio Exterior de Nicaragua den estricto cumplimiento a esta ley.
Artículo 77.-Se derogan las Leyes que hagan referencia a la materia contemplada en esta ley y promulgadas en 1873, el 24 de agosto de 1917, el 29 del mismo mes y año, el 2 de agosto de 1929, el 8 de noviembre de 1939, el 12 de junio de 1943, el 16 de junio de 1943 y el 27 de noviembre de 1968.
Artículo 78.-Quedan en vigencia las Leyes relacionadas con lo que es objeto de esta ley, promulgadas el 5 de septiembre de 1908, el 27 de agosto de 1941, el 28 de agosto de 1941, el 21 de agosto de 1957, el 24 del mismo mes y año y sus Reformas, y el 25 de septiembre de 1958.
Artículo 79.-Esta Ley entrará en vigor desde su publicación en "La Gaceta", Diario Oficial.
Dado en el Salón de Sesiones de la Cámara de Diputados.- Managua, D.N, 18 de agosto de 1971.- Orlando Montenegro M., D.P.- Francisco Urbina R., D.S.- Adolfo González B., D.S.
Al Poder Ejecutivo. Cámara del Senado. Managua, D.N., 23 de agosto de 1971.- Cornelio H. Hueck, S.P.- Pablo Rener, S.S.- Eduardo Rivas Gasteazoro, S.S.
 
Por Tanto: Ejecútese. Casa Presidencial. Managua, D.N., veinticinco de agosto de mil novecientos setenta y uno.- A. SOMOZA, Presidente de la República.- M. Buitrago Aja, Ministro de la Gobernación".
Decreto Legislativo No. 1908 "Ley sobre Características y Uso de los Símbolos Patrios" en La Gaceta Diario Oficial No. 194

## Reforma de dicha Ley
Dicha Ley fue reformada por la Ley N.º 432, Ley de Reforma parcial a la Ley sobre Características y Uso de los Símbolos Patrios, del 2 de julio de 2002 y publicada en La Gaceta N.º 135 del 18 del mismo mes y año, siendo Presidente de la República el Ingeniero Enrique Bolaños Geyer y Presidente de la Asamblea Nacional el expresidente de Nicaragua Doctor Arnoldo Alemán Lacayo, pocos meses después que le entregara el poder a Bolaños: 

LEY DE REFORMA PARCIAL A LA LEY SOBRE CARACTERÍSTICAS Y USO DE LOS SÍMBOLOS PATRIOS

LEY No. 432, aprobada el 2 de julio del 2002 
Publicado en la Gaceta No. 135 del 18 de julio del 2002 
EL PRESIDENTE DE LA REPÚBLICA DE NICARAGUA
Hace Saber al pueblo nicaragüense que: 
LA ASAMBLEA NACIONAL DE LA REPÚBLICA DE NICARAGUA
En uso de sus facultades; 
HA DICTADO
La siguiente: 
LEY DE REFORMA PARCIAL A LA LEY SOBRE CARACTERÍSTICAS Y USO DE LOS SÍMBOLOS PATRIOS
Artículo 1.- Refórmese parcialmente la Ley sobre Características y Uso de los Símbolos Patrios del 18 de agosto de 1971, publicada en La Gaceta, Diario Oficial N° 194, del 27 del mismo mes y año de la siguiente manera: 
a) Se reforma el Artículo 34, el cual se leerá así: 
"El Poder Ejecutivo dispondrá la confección de diecinueve (19) banderas de tela de seda con las dimensiones, colores y Escudo, conforme se define en la presente Ley. Estas banderas servirán de patrón y se entregarán para tal fin como sigue:
Poder Legislativo
Poder Ejecutivo
Poder Judicial
Poder Electoral
Ministerio del Estado 
Academia de Geografía e Historia
Archivo General de la Nación
Museo Nacional
Universidades Nacionales Estatales". 
b) Sé Reforma el Artículo 36, el cual se leerá así: 
"La Bandera Nacional deberá usarse siempre con el escudo en la franja blanca para manifestaciones y embanderar casas y plazas con motivo de las fiestas patrias y días festivos". 
c) Se reforma el Artículo 42, inciso b, el cual se leerá así: 
"ELEMENTO CENTRAL. Tiene forma de un triángulo equilátero que se apoya en uno de sus lados, estos son de reborde metálico (oro). En el campo próximo a la base un terreno horizontal, un istmo, que toca ampliamente ambos lados oblicuos del triángulo, "bañado por ambos mares". Sobre dicho terreno hay una cadena de volcanes en reposo, equidistantes entre sí, de igual altura." 
d) Se reforma el Artículo 42, inciso d), el cual se leerá así: 
"Sobre el horizonte, cubriendo la cumbre de los volcanes, está el arcoiris con siete franjas de colore en el orden normal, esto es el rojo en la externa, y luego sucesivamente anaranjado, amarillo, verde, azul, índigo (añil) y violado (violeta). Las franjas se delimitan por semicircunferencias concéntricas teniendo en sus extremos como base el horizonte. 
El centro está en el punto medio del horizonte. Las tres franjas internas deberán aparecer íntegras, las cuatro restantes serán interceptadas por los lados oblicuos del triángulo." 
e) Se reforma el Artículo 46, el cual se leerá así: 
"El Escudo de Armas o Escudo Nacional así descrito podrá usarse independientemente, pero figurará necesariamente en el centro de la franja blanca del pabellón de la República." 
f) Se reforma el Artículo 47, el cual se leerá así: 
"El sello del Poder Ejecutivo, denominado Gran Sello Nacional, el de los otros Poderes del Estado, de los Ministerios del Estado, Comandancias Militares, Instituciones Autónomas, Alcaldías, Judicaturas, Embajadas, Consulados, Oficinas Estatales, Cuerpos de Bomberos y la Cruz Roja, llevarán dicho escudo de Armas". 
g) Se reforma el Artículo 48, el cual se leerá así: 
"El Escudo Nacional deberá figurar, en tamaño y material adecuados, en la parte exterior de los edificios que ocupen los Poderes del Estado y demás oficinas a que se refiere al artículo anterior, conforme a la presente Ley. 
Podrá ser pintado en el automóvil, en la aeronave, barco y vagón ferroviario, al servicio oficial del ciudadano Presidente de la República". 
h) Se reforma el Artículo 73, el cual se leerá así: 
Las contravenciones a la presente Ley que constituye desacato o falta de respeto a los símbolos patrios, se castigará, según su gravedad y las condiciones del infractor con multa de.......Doscientos a Mil córdobas......., o con arresto hasta quince días si la infracción se comete con fines de lucro, la multa podrá imponerse hasta por Dos Mil córdobas (C$2,000.00), que será aplicada gubernativamente. 
Los Representantes de las Instituciones tendrán dos años para poner conforme a la presente Ley el Estatuto Nacional, de lo contrario se les retendrá el sueldo hasta que cumplan con lo estipulado; la no hacerlo se les multará con tres meses de salarios". 
Artículo 2.- La presente Ley entrará en vigencia a partir de su publicación en La Gaceta, Diario Oficial. 
Dada en la Ciudad de Managua, en la Sala de Sesiones de la Asamblea Nacional, a los dos días del mes de julio del año dos mil dos. ARNOLDO ALEMÁN LACAYO, Presidente de la Asamblea Nacional. RENÉ HERRERA ZÚNIGA, Secretario de la Asamblea Nacional. 

Por Tanto: Téngase como Ley de la República. Publíquese y Ejecútese. Managua, doce de julio del año dos mil dos. ENRIQUE BOLAÑOS GEYER, Presidente de la República de Nicaragua.
Ley No. 432, Ley de Reforma parcial a la Ley sobre Características y Uso de los Símbolos Patrios, del 2 de julio de 2002 y publicada en La Gaceta No. 135 

## Ley 1249
La Ley N.º 1249, Ley que Declara el 4 de mayo 'Día de la Dignidad Nacional' y 'Día de las Banderas Nacionales', publicada en La Gaceta, Diario Oficial de la República de Nicaragua, el 6 de mayo de 2025, promulgada el 4 de mayo de 2025, establece el marco jurídico para la conmemoración unificada de los símbolos patrios reconocidos constitucionalmente —incluyendo la bandera rojinegra— y formaliza la reinterpretación histórica que fundamenta el cambio de la celebración del Día de la Bandera del 14 de julio al 4 de mayo. Su contenido refleja la posición institucional sobre la soberanía nacional, el legado de Augusto C. Sandino y la crítica al Tratado Chamorro-Bryan." La Ley fue aprobada durante la copresidencia de Daniel Ortega y Rosario Murillo.

LEY N°. 1249, LEY QUE DECLARA EL 4 DE MAYO "DÍA DE LA DIGNIDAD NACIONAL" Y "DÍA DE LAS BANDERAS NACIONALES
Aprobada el 04 de mayo de 2025
Publicada en La Gaceta, Diario Oficial N°. 79 del 06 de mayo de 2025

LA PRESIDENCIA DE LA REPÚBLICA DE NICARAGUA
A sus habitantes, hace saber:
Que,
LA ASAMBLEA NACIONAL DE LA REPÚBLICA DE NICARAGUA
Ha ordenado lo siguiente:
LA ASAMBLEA NACIONAL DE LA REPÚBLICA DE NICARAGUA
CONSIDERANDO
I
Que el General Augusto C. Sandino, en su mensaje al Congreso Mundial Antiimperialista en 1929, denunció con claridad revolucionaria: “El Imperialismo Yanqui en Nicaragua procedió a formar una pequeña y funesta oligarquía compuesta de hombres sumisos que no pueden jamás representar el sentir del pueblo nicaragüense ( … ) para con esa oligarquía celebrar tratados indecorosos que redundan en perjuicio de nuestros derechos fundamentales del pueblo libre”.
II
Que el 14 de julio de 1970 fue impuesta como fecha simbólica de la abrogación del Tratado Chamorro-Bryan, acuerdo ilegítimo firmado el 5 de agosto de 1914 en Washington bajo la sombra del imperialismo yanqui. Sin embargo, la verdad histórica demuestra que la ocupación militar estadounidense continuó, evidenciando que dicha abrogación fue una farsa diplomática para maquillar la opresión.
III
Que el imperialismo continúa con su acción de atacar a los pueblos dignos de nuestra América, el Caribe y en particular a Nicaragua, utilizando nuevos instrumentos y nuevos mecanismos como son los organismos de las Naciones Unidas que asumen las directrices del imperialismo.
IV
Que nuestra Constitución Política evoca a las y los que frente a la agresión imperialista luchan y ofrendan sus vidas para garantizar la Paz, la Seguridad y la Felicidad de las nuevas generaciones.
POR TANTO,
En uso de sus facultades,
HA DICTADO
El siguiente:
LEY N°. 1249
LEY QUE DECLARA EL 4 DE MAYO "DÍA DE LA DIGNIDAD NACIONAL" Y "DÍA DE LAS BANDERAS NACIONALES"
Artículo 1 La Constitución Política de la República de Nicaragua establece que los símbolos patrios son: el Himno Nacional, las Banderas Azul y Blanco y la Rojinegra de la lucha antiimperialista del General Augusto C. Sandino y de la Revolución Popular Sandinista, y el Escudo Nacional.
Cuando el General Augusto C. Sandino alzó con firmeza la bandera rojinegra, lo hizo en defensa inquebrantable de la Soberanía Nacional, encarnada en la bandera azul y blanco de nuestra patria. Su lucha fue un grito de Dignidad frente a la opresión, un acto de Resistencia que reafirmó el derecho irrenunciable de Nicaragua a ser Libre, Soberana, Independiente y dueña de su destino.
En honor a ese legado histórico, el 4 de mayo, "Día de la Dignidad Nacional", se declara también "Día de las Banderas Nacionales".
Artículo 2 El Pueblo y el Estado de Nicaragua, herederos de la dignidad y rebeldía antiimperialista del General Sandino, rechazamos con firmeza que el Día de la Bandera Nacional se vincule a la falsa abrogación del Tratado Chamorro-Bryan. Dicho acto no fue más que una pantomima del imperialismo yanqui, que mantuvo su ejército de ocupación pisoteando nuestra soberanía sin necesidad de legitimarse con acuerdos formales. La verdadera liberación no se conquistó con papeles firmados por una "oligarquía vendepatria", sino con la lucha armada y la resistencia popular que expulsó a las fuerzas invasoras.
Por tanto, en defensa de la memoria histórica y la verdad revolucionaria, se deroga el Artículo 35 del Decreto Nº 1908, Ley sobre características y uso de los Símbolos Patrios, que establecía el 14 de julio como Día de la Bandera.
Artículo 3 El Gobierno Central, los Órganos del Estado, las instituciones públicas, las Fuerzas Militares y Policiales, los centros de educación públicos y privados en todos los niveles, medios de comunicación, los gobiernos municipales y regionales realizarán actividades en unidad con las familias nicaragüenses, las comunidades y la Juventud organizada, para celebrar en todo el territorio nacional el 4 de mayo "Día de la Dignidad Nacional" y "Día de las Banderas Nacionales".
Artículo 4 La presente Ley entrará en vigencia a partir del 4 de mayo de 2025, sin perjuicio de la fecha de su publicación posterior en La Gaceta, Diario Oficial.
Dado en la Plaza de la Dignidad del Municipio de Tipitapa, Departamento de Managua, el cuatro de mayo del año dos mil veinticinco. Dip. Loria Raquel Dixon Brautigam, Primera Secretaria de la Asamblea Nacional.

Por tanto. Téngase como Ley de la República. Publíquese y Ejecútese. Managua, el día cuatro de mayo del año dos mil veinticinco. Daniel Ortega Saavedra, Co-Presidente de la República de Nicaragua. Rosario Murillo Zambrana Co-Presidenta de la República de Nicaragua.

## Cronología de las banderas de Nicaragua
| Bandera | Fecha de adopción | Fecha de desuso | Notas |
| ------- | ----------------- | --------------- | --- |
|         | 1542              | 1821            | Bandera de la Capitanía General de Guatemala durante el período colonial |
|         | 1821              | 1823            | Bandera del Primer Imperio Mexicano, adoptada durante la anexión de las provincias centroamericanas al imperio de Iturbide. |
|         | 1823              | 1824            | Bandera de las Provincias Unidas del Centro de América |
|         | 1824              | 1839            | Bandera de la República Federal de Centroamérica |
|         | 1839              | 1858            | Primera bandera nacional tras la independencia del Estado de Nicaragua de la República Federal de Centroamérica. |
|         | 1839              | 1858            | Enseña civil |
|         | 1854              | 1858            | Bandera del Estado |
|         | 1858              | 1889            | Segundo diseño nacional, adoptada finalizada la Guerra Nacional (1854-1857) durante el gobierno de Tomás Martínez |
|         | 1889              | 1893            | Bandera con diseño modificado durante el gobierno de Roberto Sacasa y Sarria |
|         | 1893              | 1896            | Reinstauración del diseño anterior |
|         | 1896              | 1908            | Bandera con nuevo escudo |
|         | 1908              | 1971            | Bandera de Nicaragua, considerada como la actual si no se incluyen las modificaciones de 1971. Adoptada el 5 de septiembre de 1908, durante la presidencia de José Santos Zelaya                                                                                      |
|         | 1971              | Presente        | Bandera "Azul y Blanco", actual de la República de Nicaragua según lo dispuesto en el Decreto Legislativo N.º 1908 "Ley sobre Características y Uso de los Símbolos Patrios" de 1971, durante la presidencia de Anastasio Somoza Debayle                              |
|         | 2025              | Presente        | Bandera Rojinegra, de las luchas antiimperialistas del General Augusto C. Sandino y de la Revolución Popular Sandinista, reconocida como símbolo patrio mediante reforma constitucional de 2025, adoptada durante la copresidencia de Daniel Ortega y Rosario Murillo |